# تیت ریوز
تٍیْت ریوْز سیاستمدار آمریکاییست که از سال ۲۰۱۲، ۳۲مین معاون فرماندار می‌سی‌سی‌پی بوده‌است. او که عضو حزب جمهوریخواه است پیشتر خزانه‌دار ایالتی می‌سی‌سی‌پی بوده‌است. او در ۲۹ سالگی در سال ۲۰۰۳ به عنوان جوانترین خزانه‌دار ایالتی کشور انتخاب شد و اولین جمهوریخواهی است که این منصب را در می‌سی‌سی‌پی بر عهده داشته‌است. او نامزد جمهوریخواه انتخابات فرمانداری می‌سی‌سی‌پی در سال ۲۰۱۹ است.